# کاظم ودیعی
کاظم ودیعی (۱۳۰۷) بنیانگذار دانشکده محیط زیست و وزیر کار در دروه پهلوی بود.
کاظم ودیعی در مهر ماه سال ۱۳۰۷ در شیراز به دنیا آمد و در همان‌جا دوران ابتدایی و متوسطه را گذراند. او پس از دریافت مدرک لیسانس به فرانسه رفته و تحصیلات کارشناسی ارشد و دکتری را در دانشگاه سوربن فرانسه به پایان برد.
او پس از برگشت به ایران در دانشگاه تهران و گروه جغرافیا مشغول بکار گردید. وی را بنیان‌گذار روش تحقیق در جغرافیا و روستاشناسی ایران می‌دانند.
با تلاش‌های وی در سال ۱۳۴۰ مؤسسه آموزش و تحقیقات تعاونی در سال ۱۳۵۱نیز دانشکده محیط زیست دانشگاه تهران بنیان گذاشته شد.

## تالیفات
- مقدمه ای بر جغرافیای انسانی ایران
- روستاشناسی ایران
- جغرافیای کشاورزی ایران
- راهنمای مطالعات جغرافیایی و عمران ناحیه ای
- جغرافیای اقتصادی
- مقدمه ای بر روش تحقیق در جغرافیا
- از اوج سه سفر (سفرنامه)

خاطرات او تحت عنوان ملت و حاکمیت: تاریخ شفاهی، زندگی و آثار کاظم ودیعی منتشر شده‌است.
وی مدتی در کابینه دوم شریف امامی در سال ۱۳۵۷ مسئولیت وزارت کار را بر عهده گرفت.